# Landskrona
För andra betydelser, se Landskrona (olika betydelser).
Landskrona är centralort i Landskrona kommun och den femte största tätorten i Skåne, med 33 300 invånare år 2020. Tätorten är belägen vid Öresund i västra Skåne, mellan Helsingborg och Malmö, och ingår i Öresundsregionen.

## Historik

### 1400- och 1500-talet

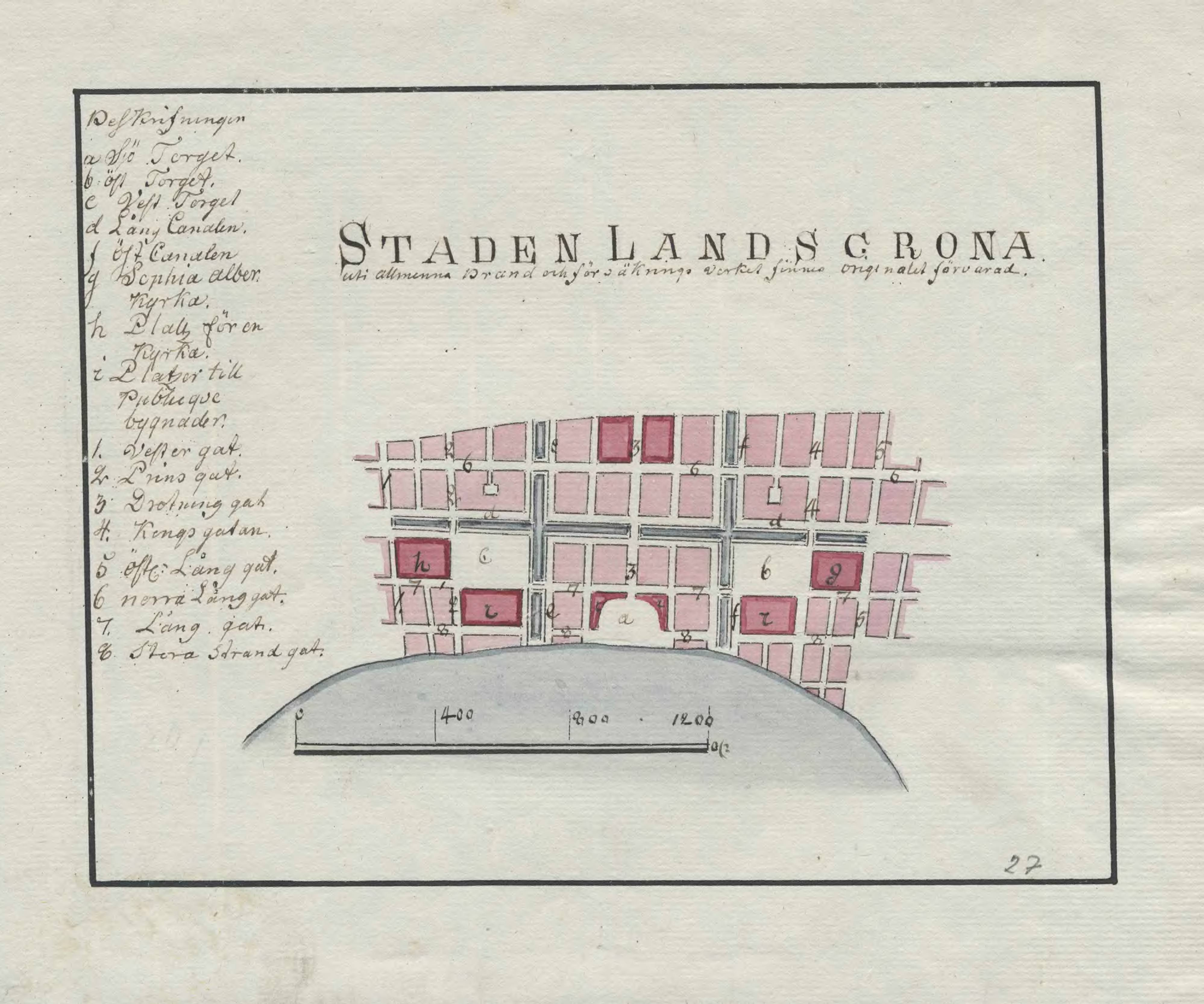
Karta över Landskrona från 1790-talet

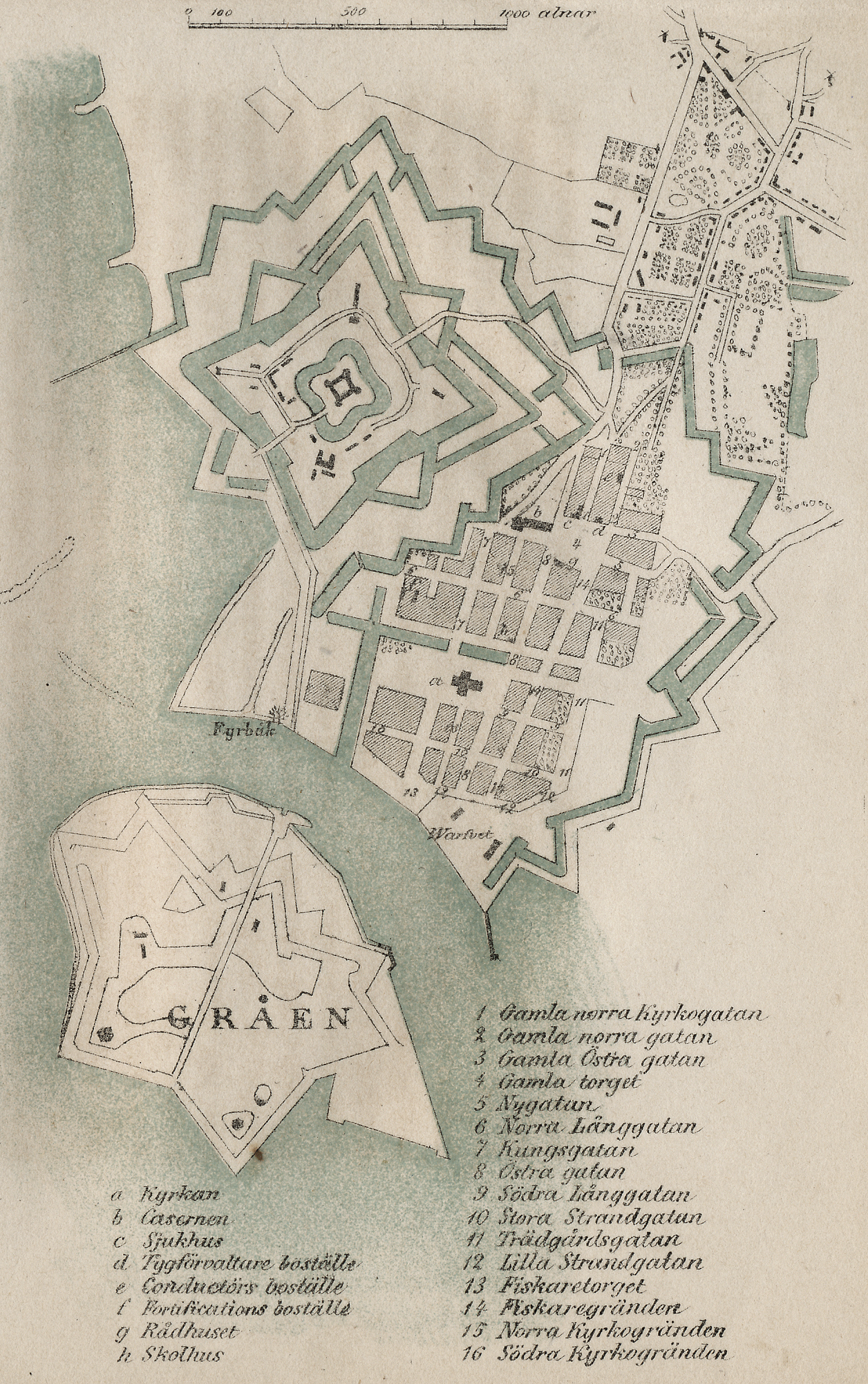
Landskrona på 1850-talet

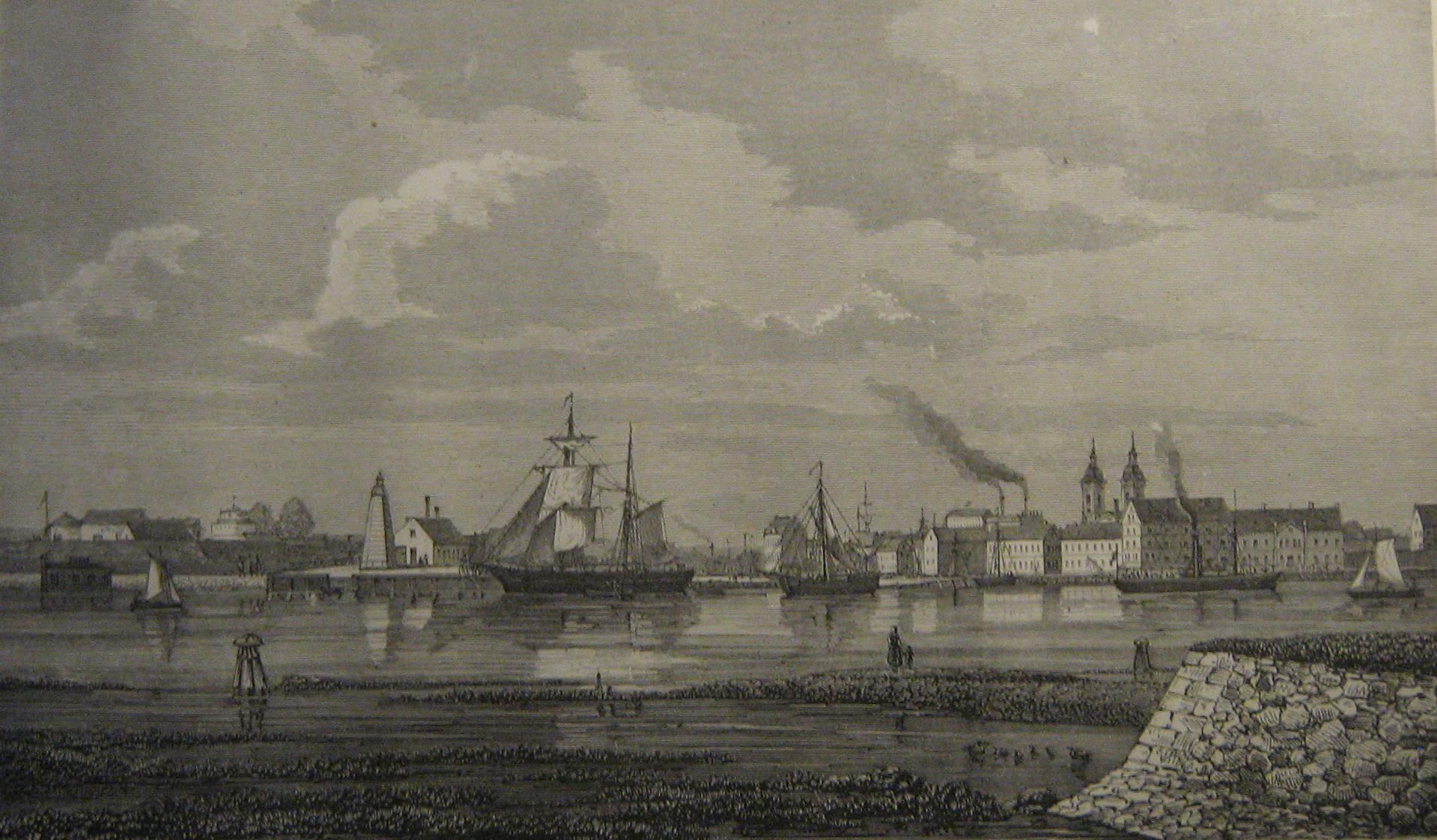
Landskrona 1867, vy från Gråen in mot hamnen. Xylografi ur Nordiska Taflor.

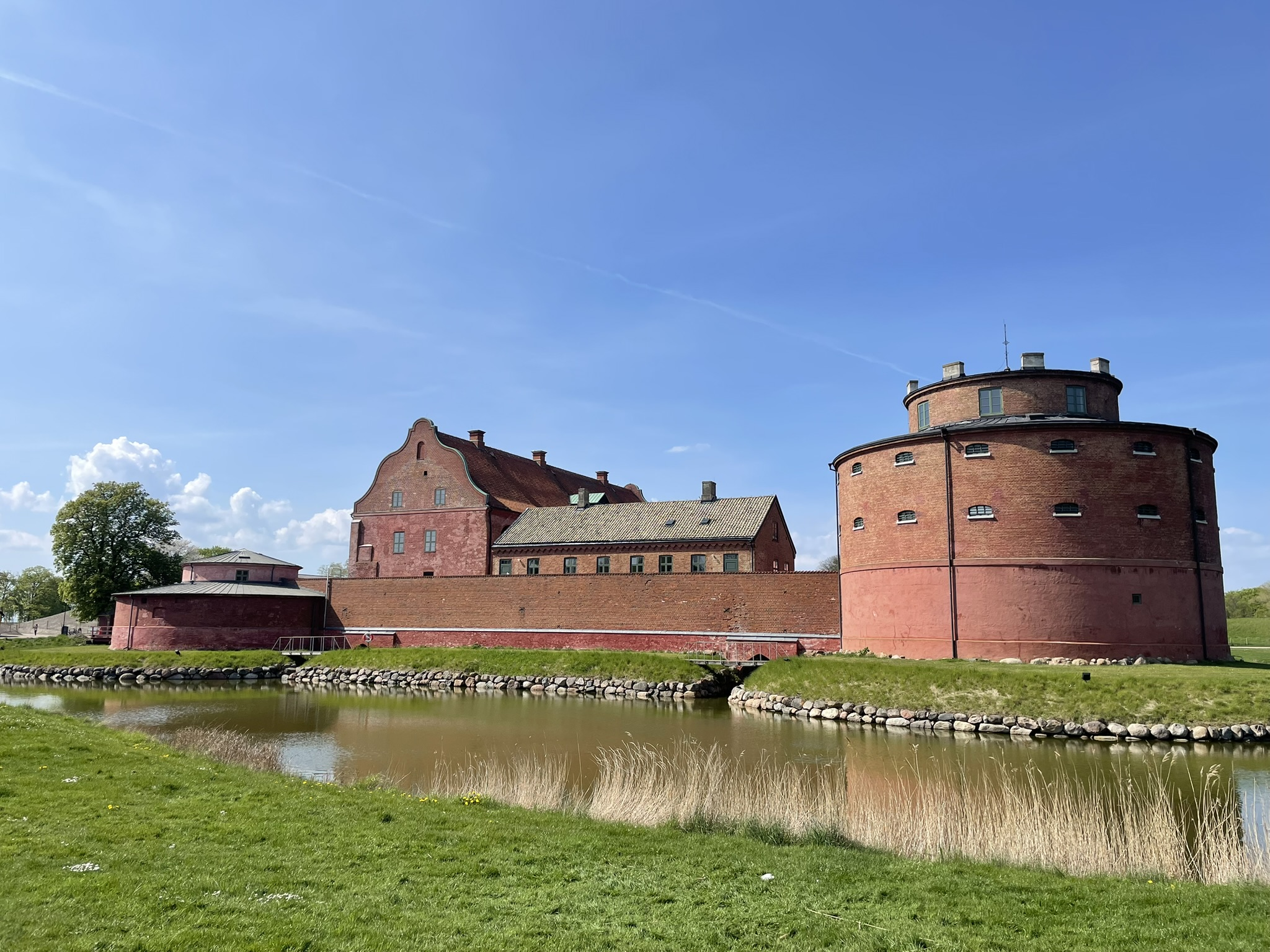
Citadellet i Landskrona

Landskrona stad fick möjligen sina första stadsprivilegier den 20 mars 1413, då fiskeläget Sønder Sæby gavs stadsprivilegier av unionskungen Erik av Pommern. Årtalet för grundande av staden har på senare år blivit omdiskuerat, då man på danska Rigsarkivet funnit ett diplom daterat 1405 vari ortnamnet "Landzcrone" förekommer; således kan namnet ha existerat minst 8 år tidigare än man förut trott. Redan före digerdöden låg orten Søndre Sæby på samma plats. 
Ortnamnets stavning har under åren varierat; Landszkrone (1413), Landskrone (1449). Före 1658 lär staden även stundom stavats "Lands Crone" och "Landscrone". Säby lever kvar som namn på en kyrkby i den kvarvarande delen av Säby socken strax norr om staden.
År 1410 skänkte Erik av Pommern tomt och jord på den landtunga där Landskrona sedan skulle komma att ligga till ett karmelitkloster. År 1412 gavs engelska köpmän rätt att handla vid Landskrona och 1413 fick Landskrona stadsrättigheter. År 1428 plundrades och brändes Landskrona av Hansan under kriget mot den nordiska unionen. Under återuppbyggnaden uppfördes den stora stadskyrkan Sancti Johannis Baptistae ("Johannes Döparens kyrka"), som var nästan lika stor som Lunds domkyrka och vid sidan av Malmö Sankt Petri kyrka Skånes största gotiska kyrka. Landskronas borgare kom under början av 1500-talet att stödja Kristian II, i förhoppning att vinna ökat självstyre för staden. 1525 och 1535 intogs dock staden av danska trupper. 1549 lät Kristian III av Danmark påbörja byggandet av Landskrona slott, Citadellet.  
År 1547 berövades Ängelholm sina stadsprivilegier. Ängelholmsborgare som istället ville slå sig ned i Landskrona fick fyra års skattefrihet, något som ledde till en stark uppgång för staden.

### 1600- och 1700-talet
Mot 1500-talets slut var Landskrona en stad med cirka 800 invånare. Under 1600-talet stagnerade sedan utvecklingen. Stadens läge var militärt känsligt, och Landskrona drogs vid flera tillfällen in i krig och krigsförberedelser. 
Då Gustaf Horn i mars 1644 ryckte fram mot Landskrona flydde nästan hela stadens befolkning till Köpenhamn. Fästningen kapitulerade kort tid efter, och när staden efter freden i Brömsebro återlämnades till Danmark var den i det närmaste helt utplundrad.
Landskrona har tillhört Sverige sedan år 1658. Karl X Gustav hade för avsikt att ge staden privilegier och att göra den till Skånes kommersiella och industriella centrum, men kriget 1658–1660 kom emellan. Karl XI:s förmyndarregering gav 1663 Landskrona privilegier som stapelstad. Någon uppblomstring av handeln kom trots detta inte till stånd. Tvärtom minskade befolkningen, särskilt under skånska kriget då staden under tre år, 1676–1679, var besatt av danskarna och befolkningen led mycket. Efter freden 1679 återupptogs de gamla planerna på att göra Landskrona till huvudort i Skåne. Särskilt Johan Göransson Gyllenstierna verkade för dessa planer. Landskrona skulle bli huvudfästning för södra Sverige, enda stapelstad i Skåne och förlänas stora privilegier. Erik Dahlbergh fick i uppdrag att rita en stadsplan med plats för residens, bank, mynthus, biskopshus och universitet. I april 1680 inleddes arbetena som drevs på av Gyllenstierna. Denne avled dock redan den 10 juni 1680, och Dahlberg, som avstyrkt Karl XI:s beslut att centrera försvaret kring Landskrona, kunde nu göra sin röst hörd. Redan den 28 juni beslutade så kungen att avbryta arbetena och 1682 bestämdes att alla befästningsverk utom citadellet skulle rivas.
Även privilegierna av 1663 upphörde, efter att de sedan de gått ut 1683, endast förlängdes på fyra år. 1700 fanns det endast 482 invånare, 1720 endast 346. Med frihetstiden började dock en uppgång för staden. En del industrier, tre tobaksspinnerier, ett färgeri och ett garveri uppstod. 1748 hade staden 805 invånare.
Ett riksdagsbeslut från 1747 om att ytterligare befästa staden och flytta bebyggelsen något söderut genomfördes delvis; därvid revs Sancti Johannis Baptistae kyrka med början 1753 (dock troligtvis på order av den lokale militäre stadskommendanten, snarare än av riksdagen). Av denna återstår numera endast delar av grunden, "Gamla kyrkans grund" kallad, med ett stort träkors där altaret en gång stod. Istället uppfördes med början 1754 Sofia Albertina kyrka, ritad av Carl Hårleman. Kyrkan invigdes 1788, men var fullt färdigställd först 1816.
Frihetstiden medförde ett ekonomiskt uppsving, och på 1770-talet hade folkmängden nått över 2 000.

### 1800-talet
Fästningsarbetena kom dock, på grund av kriget mot Ryssland, att avbrytas 1788. Efter att ha legat nere i nästan tjugo år avlystes de definitivt 1805. 1822 utdömdes Landskrona som landfästning och 1869 lades fästningen ner fullständigt.
Det ekonomiska uppsvinget fortsatte likväl. En ny hamn anlades vid mitten av 1700-talet, ett sockerbruk 1757 och även tre yllefabriker startades. År 1800 hade Landskrona 3 827 invånare.
Det tidiga 1800-talet var en tid av stagnation, i samband med avvecklingen av stadens garnison. Efter 1800-talets mitt växte dock Landskrona snabbare än många andra städer. Staden fick järnvägsförbindelse med Helsingborg och Eslöv (båda via Billeberga) 1865 och med Ängelholm (via Billesholm) 1876. Också industri och sjöfart fick ett uppsving. 
Under en koleraepidemi i den nuvarande stadsdelen Borstahusen som bröt ut 1853 isolerades det dåvarande fiskeläget från staden. Dödsfallen stannade vid 31 döda, men troligen kunde den isolerade befolkningen fått bättre hjälp än de fick - i så fall med risk för spridning. Händelsen var inte bortglömd förrän Borstahusen byggdes ut och även blev sammanbyggt med staden på 1950-talet.

### 1900-talet

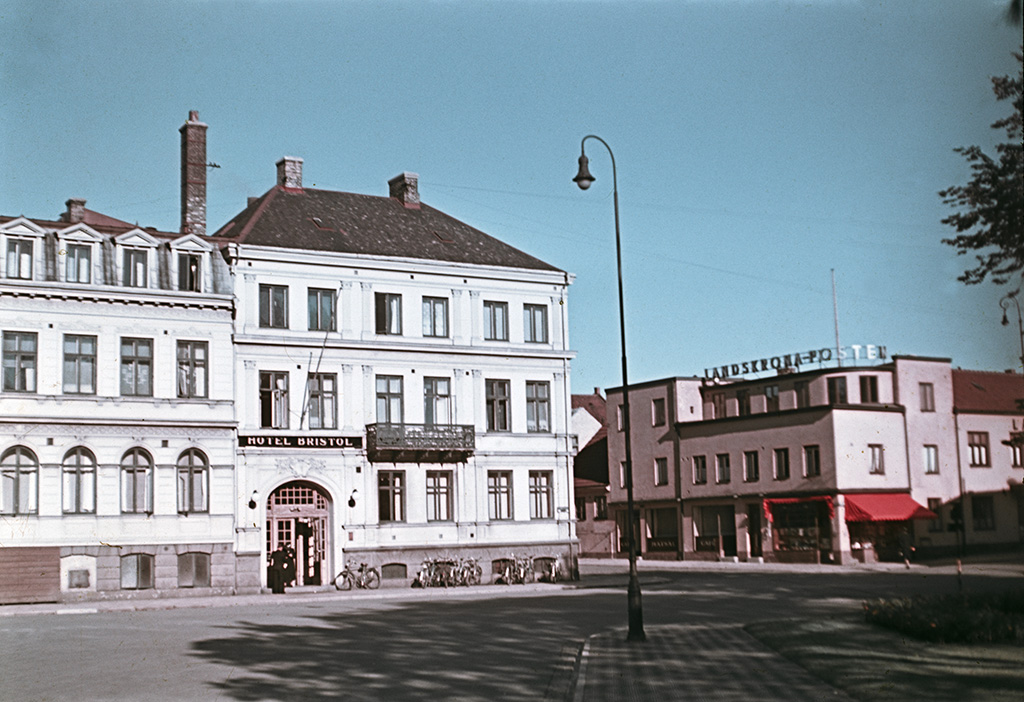
Bristolhotellet och Landskronaposten vid Trädgårdsgatan 1943.

Vid sekelskiftet 1900 blev Fredrik Sundbärg stadsarkitekt, och han har fortsatt satt sin prägel på mycket av Landskronas arkitektur. Två stora arbetarkvarter "Gripen" och "Falken", brandstationen (numera stadsbibliotek), läroverket (numera en högstadieskola), gamla badhuset (revs omkring 1974) samt inte minst den mycket speciella "Tuppaskolan" (numera bostäder).
Efter 1920 har utvecklingen åter gått långsammare än i flertalet andra städer. Mer än hälften av Landskronas befolkning har från 1920 varit sysselsatt inom tung industri, främst Öresundsvarvet, Landsverk, Thulinverken, Supra Fosfaten, Bergsöe och  Sockerbruket samt en rad textilföretag Carl Emond, Emil Emond, Schlasbergs och Stinson. 
Landskrona drabbades hårt av varvskrisen. Öresundsvarvet hade under det tidiga 1970-talet över 3 500 anställda. Den 11 mars 1981 varslades de sista 1 807 anställda på Öresundsvarvet om uppsägning. Sveriges största enskilda industrinedläggning var ett faktum. 1982 levererades det sista nybygget från varvet, men varvsverksamheten dog inte ut helt i och med att nybyggnation upphörde utan fortsatte som reparations- och ombyggnadsvarv. Under de följande åren låg staden stilla till följd av lågkonjunkturen som också drabbade många andra industrier som fanns kvar i staden, bland annat SAB nife och Haldex, vilka båda härrör från Thulinverken, samt en del Av AB Supra. Även Öresundsvarvet återuppstod 1993, efter karenstiden tio år, nu under namnet Cityvarvet. Det är inte längre ett fullskaligt nybyggnadsvarv, utan ett reparationsvarv med 200-300 anställda.
I spåren av nerläggningen av Öresundsvarvets minskade kommunens befolkning med ett par tusen invånare och i de mindre populära bostäderna stod många lägenheter tomma kring mitten av 1980-talet. Efter valet 1991, då vissa lagar ändrades, bland annat så att asylsökande inte längre behövde bo där de blivit kommunplacerade, kom många asylsökande till Landskrona. Brist på jobb har särskilt efter år 1995 delvis blivit ett problem för staden och dess befolkning.
Landskrona har traditionellt setts som en arbetarstad, med stort fokus på tung industri. Under 2000-talet har denna utveckling istället trendat mot en arbetsmarknad med mer komplexa tjänster inom såväl specialiserad industriproduktion som allmänt tjänsteutbud, vilket har lockat fler invånare till staden.
En ny sträckning av järnvägen Västkustbanan drogs via Landskrona och invigdes 2001. En ny station i stadens östra utkant (cirka 2 km från centrum) ersatte den tidigare säckstationen i centrum, varifrån tåg endast avgick söderut. En trådbusslinje mellan centrum och den nya stationen invigdes i september 2003 efter stora politiska diskussioner.

### Administrativa tillhörigheter
Landskrona stad  ombildades som ett resultat av kommunreformen 1862 till vad som kom att kallas en stadskommun. Kringliggande socknar/landskommuner införlivades i stadskommunen 1959, 1967 och 1969. 1971 uppgick stadskommunen i Landskrona kommun med Landskrona som centralort.
I kyrkligt hänseende har Landskrona alltid hört till Landskrona församling.
Orten ingick till den 1 juli 1967 i domkretsen för Landskrona rådhusrätt för att därefter till 1971 ingå i Landskrona domsagas tingslag och orten sedan 2002 i Lunds domsaga.

## Kommunikationer

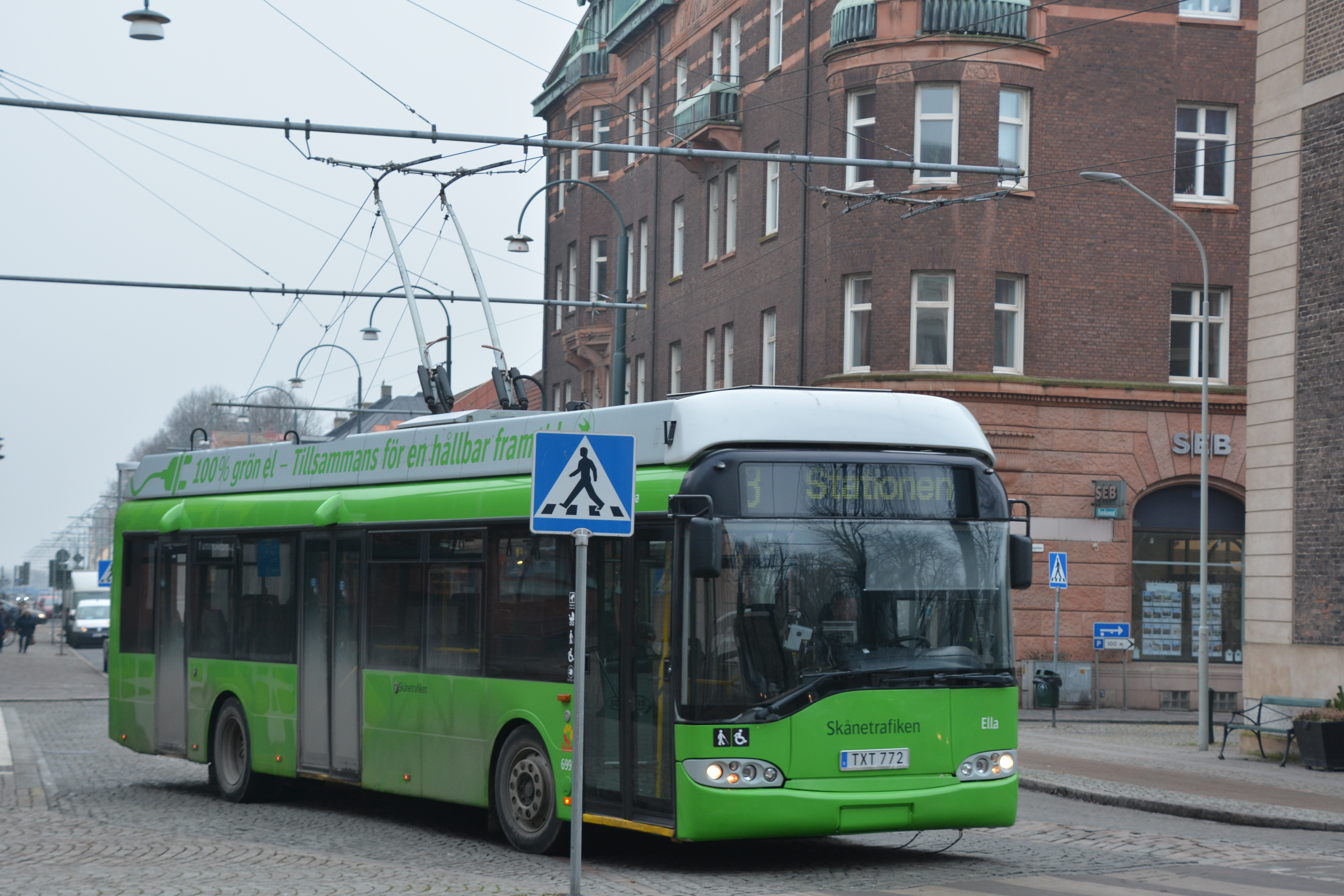
Trådbussar introducerades 2003 i Landskrona och kör resenärer mellan centrum och järnvägsstationen, som ligger i stadens utkant.

Landskrona ligger sedan invigningen av den nya stationen 2001 vid Västkustbanan och har direkta järnvägsförbindelser med bland annat Helsingborg, Lund, Malmö, Göteborg och Köpenhamn. Järnvägsstationen, som tidigare låg i centralt, flyttades 2001 till stadens östra del, knappt två kilometer från centrum.
Ventrafiken trafikerar en båtförbindelse mellan Skeppsbrokajen i södra änden av Landskronas centrum, och Ven. Stadens kollektivtrafik består av fem stadsbusslinjer, varav linje 3 sedan år 2003 utgör Sveriges enda trådbusslinje. Trådbusslinjen går mellan Skeppsbron (hamnen för Ventrafiken) och stationen, via centrum.
Sedan 2019 är Landskronas ordinarie stadsbussflotta helt elektrifierad.
| Linjenummer | Sträckning                           |
| ----------- | ------------------------------------ |
| 1           | Centrum - Stationen - Guldängen      |
| 2           | Guldängen - Centrum - Västra Fäladen |
| 3           | Stationen - Centrum - Skeppsbron     |
| 4           | Stationen - Borstahusen              |
| 5           | Stationen - Centrum - Borstahusen    |

Från och med i december 2013 kan man i Landskrona betala sin parkering via mobilen.

## Befolkning

### Antal över tid
| Befolkningsutvecklingen i Landskrona 1960–2020 | Befolkningsutvecklingen i Landskrona 1960–2020 | Befolkningsutvecklingen i Landskrona 1960–2020 | Befolkningsutvecklingen i Landskrona 1960–2020 | Befolkningsutvecklingen i Landskrona 1960–2020 |
| ---------------------------------------------- | ---------------------------------------------- | ---------------------------------------------- | ---------------------------------------------- | ---------------------------------------------- |
|                                                |                                                |                                                |                                                |                                                |
| År                                             |                                                |                                                | Folkmängd                                      | Areal (ha)                                     |
| 1960                                           | 1960                                           |                                                | 28 287                                         |                                                |
| 1965                                           | 1965                                           |                                                | 29 067                                         |                                                |
| 1970                                           | 1970                                           |                                                | 30 110                                         |                                                |
| 1975                                           | 1975                                           |                                                | 29 486                                         |                                                |
| 1980                                           | 1980                                           |                                                | 27 145                                         |                                                |
| 1990                                           | 1990                                           |                                                | 26 595                                         | 1 163                                          |
| 1995                                           | 1995                                           |                                                | 27 924                                         | 1 175                                          |
| 2000                                           | 2000                                           |                                                | 27 393                                         | 1 179                                          |
| 2005                                           | 2005                                           |                                                | 28 670                                         | 1 218                                          |
| 2010                                           | 2010                                           |                                                | 30 499                                         | 1 209                                          |
| 2015                                           | 2015                                           |                                                | 32 229                                         | 1 280                                          |
| 2020                                           | 2020                                           |                                                | 33 466                                         | 1 381                                          |
|                                                |                                                |                                                |                                                |                                                |

## Stadsmiljö och kultur

### Citadellet
Landskrona slott, Citadellet, är en av stadens sevärdheter. Dess vallgravssystem är ett av världens bäst bevarade sådana. Det var Kristian III av Danmark som började bygga denna befästning på 1540-talet. Efter freden i Roskilde 1658 var svenskarna på tur med att bygga ut befästningarna med ett nederländskt vallgravssystem samt bygga ut ön Gråen till skydd för den strategiskt viktiga hamnen, som har en naturlig djupränna (Saxåns mynning). Förutom att under årens lopp ha hyst såväl danska som svenska militärer har Citadellet använts både som fängelse och flyktingläger.

### Landskrona museum och Landskrona konsthall
Staden har ett kommunalt museum med både fasta och tillfälliga utställningar. Landskrona museum är centralt beläget vid Kasernplan i en av de gamla kasernbyggnaderna. På promenadavstånd ligger också den kommunalt drivna konsthallen i Landskrona, vilken är byggd i Japan-inspirerad arkitektur.

### Rådhustorget
Stadens främsta torg från 1890-talet, Rådhustorget, ligger centralt beläget vid Rådhuset. Övriga byggnader runt torget är, med ett undantag, också från tiden 1890-1915, många av dem stora och praktfulla byggnader. Den ännu äldre Adolf Fredriks kasern (numera Landskrona museum) har sin östra gavel mot torget.
Mitt på torget finns den vattensprutande fontänen "Västanvinden" av Anders Olsson, 1929. (För andra skulpturer i staden hänvisas till Lista över skulpturer i Landskrona kommun.) Torget omges av lindar som klipps så att de  från slutet av april till början av november bildar ett "grönt staket" en bit upp i luften.

### Koloniområden
Landskrona är känt för att ha flertalet koloniområden i och runt centrum. Sveriges första koloniområde fanns i Malmö, men revs för länge sedan. Koloniområdet i Landskrona som ligger vid Citadellets inre och yttre vallgravar är sedermera Sveriges äldsta. Totalt finns i nuläget omkring 1400 kolonilotter i Landskrona och stadens periferi, fördelade på sex olika koloniområden.

### Karlslund och andra parker
I norra delen av staden hittar man den på tidigt 1800-tal planterade bokskogen "Karlslund" (lokalt uttal: "Karlslunn(d)", med betoning på första vokalen) som numera hyser Sveriges förmodligen största koloni av råkor. Många av Karlslunds bokar har en höjd på 45 meter, och norra delen av parken är mycket tätbevuxen även vad gäller lägre vegetation. Bokskogen anlades under Napoleonkrigen för att ge staden en virkesreserv. År 1802 kunde Gustav IV Adolf från staden beskåda det brittiska anfallet på Köpernhamns redd. Han eller en nära rådgivare efterfrågade efteråt att ett större virkesförråd kunde behövas i stadens närhet. Karlslund är ungefär en kilometer lång i nord-sydlig riktning samt omkring hälften så bred i öst-västlig riktning. Norra delen är mycket tätbevuxen och är uppblandad med diverse annan lövskog, medan den södra delen mest enbart hyser höga bokar.
I mitten finner man en lekplats och en mindre djurpark, vars främsta attraktion är getter. Före det tidiga 1990-talet hölls även ståtliga hjortar. 
Även den stora slottsparken runt Citadellet ger skön grönska, om än av mindre vild karaktär. Vid slottets västra ingång låg stadens Nöjespalats - Strandpaviljongen, "Strand" i folkmun. Strand inhyser numera en klinik för skönhetsoperationer. Det finns även mindre parker av kvartersstorlek till exempel Stadsparken med gamla kyrkans grund, Teaterparken, Dammhagsparken och Wrangelska Parken och dessutom det gamla militära övningsfältet "Exercisfältet" vilket numera förutom att vara IK Wormos hemmaplan hyser en blandad strandängs- och ekblandskogsterräng. Denna vildvuxna och stora park utgör än idag "gränsen" mellan staden och det mycket attraktiva Borstahusen med segelbåtshamn, golfbana, campingplats och flera långa badbryggor.

### Svanarnas stad
En kall vinter på 1920-talet tyckte en grosshandlare synd om de svältande knölsvanarna i hamnen. Han började mata dem, och strax blev de så många att grosshandlaren fick göra en insamling (bland annat) utanför Malmös biografer. Om detta kan man läsa i Sydsvenska Dagbladets förre sportchef Åke Jönssons bild & text-trilogi - "Landskrona". Över 20 000 svanar lär samlats i Landskrona hamn just denna vinter. Och fortfarande har svanarna en egen bankbok! Fortfarande finns det  under hela året gott om knölsvan i staden. Antalet gråtrutar som, i stora delar av staden, häckar på taken är också stort.

### Walk of Fame
Till 600-årsjubileet år 2013 har staden anlagt en Walk of Fame efter  Walk of Fame i Hollywood (troligen den första i Sverige), med minnesplattor över kända personer från Landskrona eller med anknytning till staden. Denna Landskronas Walk of Fame omfattade år 2013:
Erik av Pommern - Tycho Brahe - Christian III - Karl X Gustaf - Walfrid Weibull - Arvid Schauw - Gösta Carlsson - Johan Ödmansson - Justus och Carl Tranchell - Allvar Gullstrand - Selma Lagerlöf - August Munck af Rosenschöld - Fredrik Sundbärg - Nell Walden - Enoch Thulin - Gabriel Jönsson - Bertil Samuelsson - Richard Dahl - Siw Malmkvist  - Jesper Svenbro samt minnesstenar för Rotary International och Svenska Frimurare Orden som skänkt minnesstenarna och minnesplaketten på monumentet på Gamla Kyrkans Grund.
Efter tillkomsten år 2013 har minnesplattor tillkommit årligen, nämligen för:
- 2014 Hjördis Hallqvist och Hans Chrunak.[26]
- 2015 Carl Fredrik Reuterswärd och Claes Cronqvist.[27]
- 2016 film- och TV-skådespelaren Rolf Lassgård och 1800-tals tonsättaren och violinisten Amanda Maier-Röntgen.[28]
- 2017 skådespelaren Peter Haber och den framlidna modedesignern Katja of Sweden.[29]
- 2018 boxaren Armand Krajnc, dräkthistorikern Tonie Lewenhaupt och framlidna far och son Henning Schlasberg och Harald Schlasberg.[30]
- 2019 musikern Björn Afzelius och stadsarkitekt Frans Ekelund.[31]
- 2020 fotografen Anders Hilding och journalisten Åke Jönsson[32]
- 2022 fotbollsspelaren Sonny Johansson och Landskronaarkitekten Peter Broberg.[33]
- 2023 fotografen Ralph Nykvist och programledaren Farah Abadi
- 2024 konstnären Gustav Rudberg och företagsledaren Peter Thomsen

### Landskronakarnevalen
Varje år (med undantag för 2014) arrangeras  under tre dagar en karneval i staden. Kända artister eller grupper bjuds in till staden, bland andra har Cookies 'N' Beans, Hasse Andersson, Kee Marcello och Thomas Vikström varit inbjudna till karnevalen. 2014 arrangerades det ingen karneval, utan istället så kallade "Landskronadagar" en gång för varje årstid.

### Gråen
Gråen (uttalas "grån") är en drygt 80 hektar stor ö som är konstgjord, och som skyddar Landskronas industrihamn. Norra delen, de gamla försvarsanläggningarna omfattar ett fågelreservat för bland annat storskarv och knölsvan samt diverse måsfåglar. Mellersta delen är ett koloniområde och längst i söder ansluter AB Supras (numera Yaras) "gipsö". Gips bildas i stor skala som biprodukt vid konstgödseltillverkning. Istället för att pumpa ut avfallet i Öresund började man i slutet av 1970-talet deponera gipset på en utbyggnad av ön Gråen. Gipsön blev i slutet av 1990-talet försedd med 12 st vindmöllor.

### Ven
Ön Ven, belägen mitt emellan Skåne och Själland tillhör Landskrona kommun. Ön trafikeras året runt av en mindre bilfärja från Landskrona och sommartid med en fiskeskuta från Råå. Resan tar cirka en halvtimme enkel väg. Vens församling Sankt Ibb ingår i Landskrona pastorat.

### Badort
Landskrona är en uppskattad och populär badort på grund av dess långa, till stora delar ostörda, kuststräcka längs med Öresund. Badplatser finns vid hamnen, samt i de gamla fiskelägena Borstahusen och Ålabodarna samt Lill-Olas långa T-formade badbrygga allra längst norrut inom stadsgränsen. Även båtplatser finns på utvalda ställen längs med kusten, samt i Nyhamnen.

### Övriga sevärdheter
- Vattentornen (gamla och nya)
- Borstahusen
- Ålabodarna, Örenäs slott och Glumslövs backar
- Karmelitklostret "Den barmhärtiga kärlekens Karmel" i Glumslöv

### Sport
Stadens fotbollslag, Landskrona BoIS har spelat 34 säsonger i Allsvenskan och leder dessutom maratontabellen för näst högsta fotbollsserien. Största framgångarna för klubben är 1 liten silvermedalj, 3 bronsmedaljer samt 1 cupguld. Laget har spelat både i Cupvinnarcupen och Uefa-cupen. Det finns tre idrottsplatser avsedda för främst fotboll. Själva fotbollsarenan, Landskrona IP, rymmer cirka 12 500 personer varav 3 500 sittande under tak. Området kring fotbollsarenan omfattar också ett antal intilliggande anläggningar för sport och friluftsaktiviteter. 
Under 2018 invigdes Puls Arena, ett multisportkomplex beläget i stadens östra delar, tillgängligt för idrottsföreningar samt för bokningar av privatpersoner.
Landskrona golfklubb har en 36-hålsbana.

#### Föreningar
Ett urval av idrottsföreningar listas nedan: 
- BK Landora - Fotboll
- Borstahusens BK - Fotboll
- Landskrona atletklubb - Tyngdlyftning
- Landskrona Falcons - Innebandy
- Landskrona Varpaklubb - Varpa
- Skånska Hundkapplöpningsklubben - Hundkapplöpning (klubben lämnade staden 2016)

## Kända personer födda i och/eller uppvuxna i Landskrona
- Farah Abadi, programledare på SVT och i Sveriges Radio
- Jesper Aspegren, tv-profil
- Torsten Bengtsson, författare
- Jonas Bergh, författare
- Daniel Berlin, krögare
- Anton Björsing, möbel- och produktdesigner
- Hans Chrunak, före detta förbundskapten i simning, expertkommentator simning
- Claes Cronqvist, fotbollsspelare
- Patrick Ekwall, sportjournalist, TV-profil
- Bengt Frithiofsson, vinexpert, TV-profil
- Marcus Johansson, ishockeyspelare
- Sonny Johansson, fotbollsspelare (Allsvenskans meste målskytt under 1970-talet sammanlagt)
- Thomas H Johnsson, fotograf och konstnär
- Armand Krajnc, f.d. proffsboxare som blev världsmästare i mellanvikt 1999
- Karin Lentz, författare och feminist
- Amanda Maier-Röntgen, violinist och tonsättare
- Siw Malmkvist, sångerska, skådespelerska[38]
- Thobias Montler, friidrottare
- Jonas Olsson, fotbollsproffs
- Hasse Persson,  fotbollsspelare
- Annika Svenbro, konstnär
- Jesper Svenbro, författare, medlem av Svenska Akademien
- Walfrid Weibull, entreprenör, jordbrukare
- Janet Ågren, skådespelerska
- Johan Östberg, artist, TV-profil
- Filip Dikmen, komiker inom social media
- Carl-Martin Vikingsson, artist
- Ivan Olausson Klatil, artist
- Emilush, rappare

## Bildgalleri

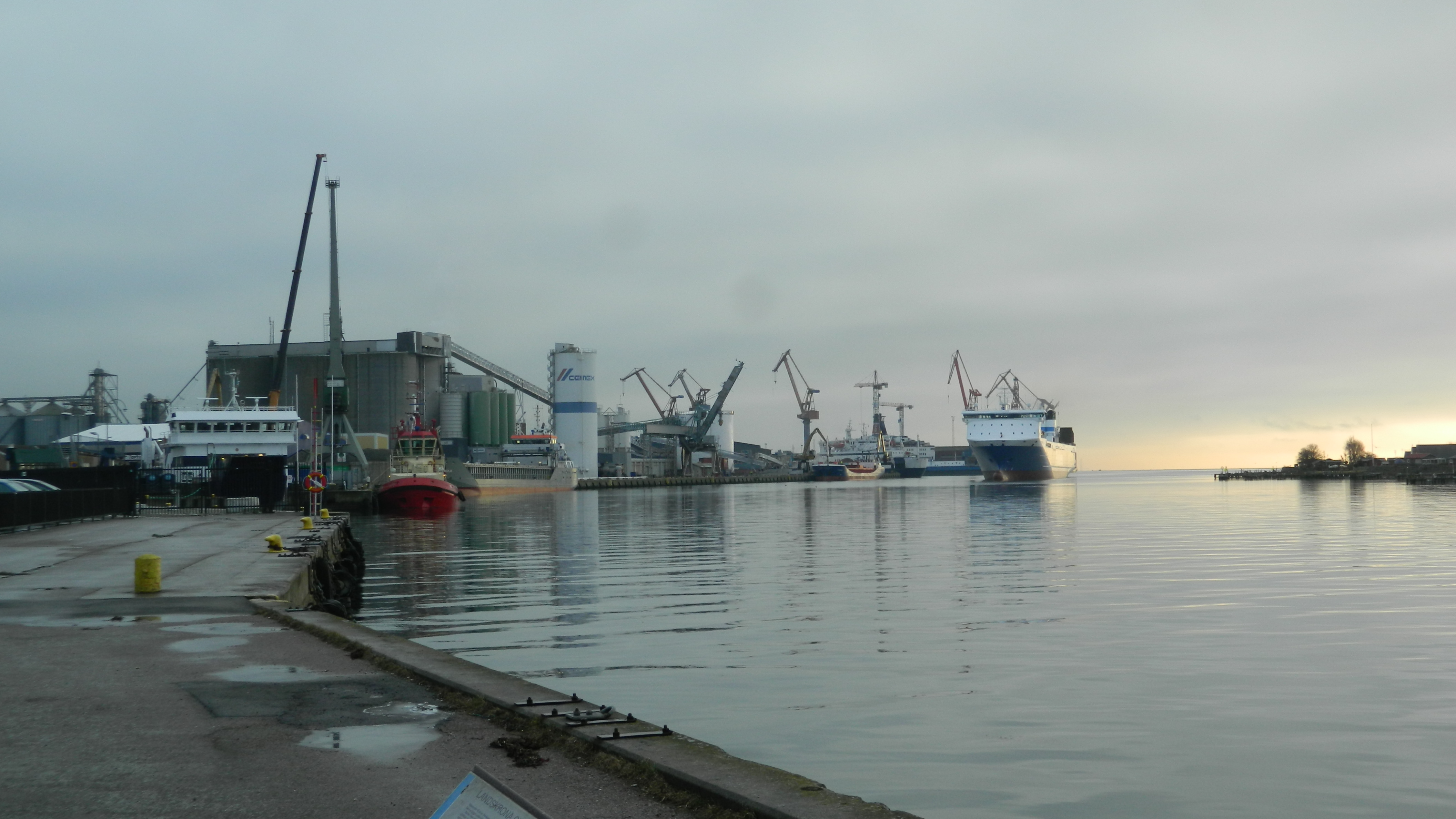
Landskrona hamns huvudbassäng och ön Gråen. Vidare ses de kvarvarande delarna av Öresundsvarvet i bakgrunden. Däremot kan inga fartyg segla in eller ut denna väg. Havet blir snabbt extremt grunt efter varvshalvön.
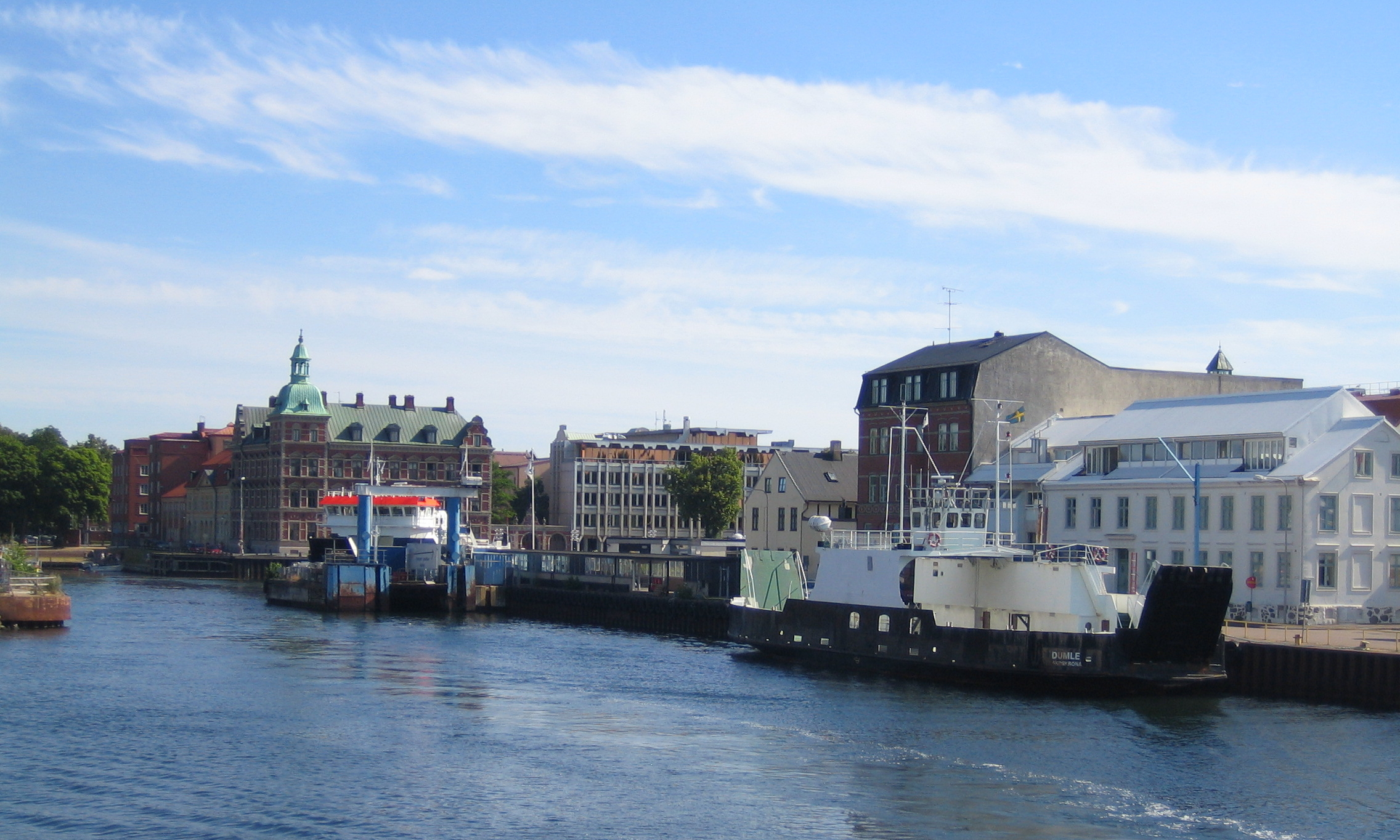
Nyhamn, en del av Landskrona hamn.
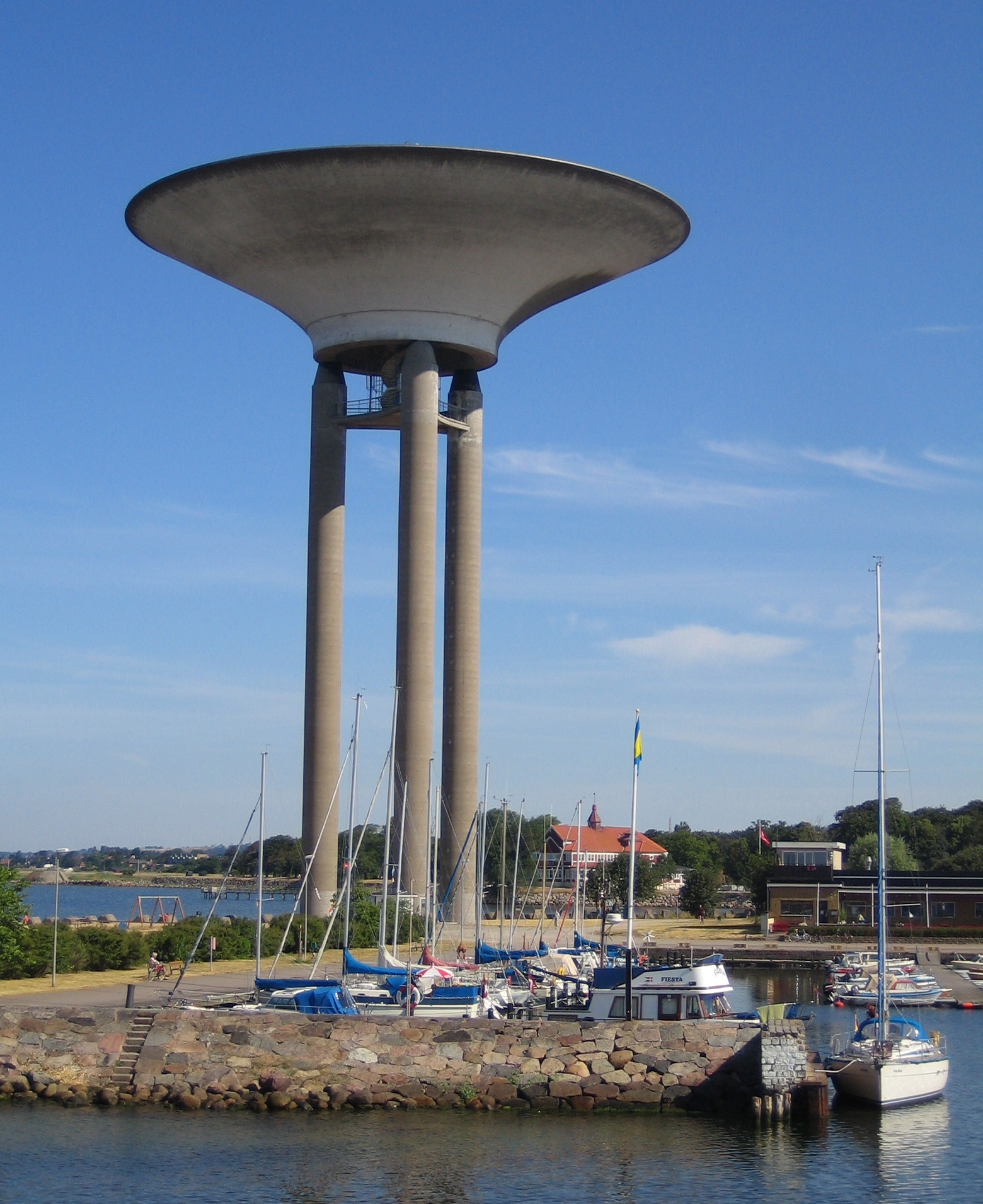
Nya vattentornet vid småbåtshamnen.
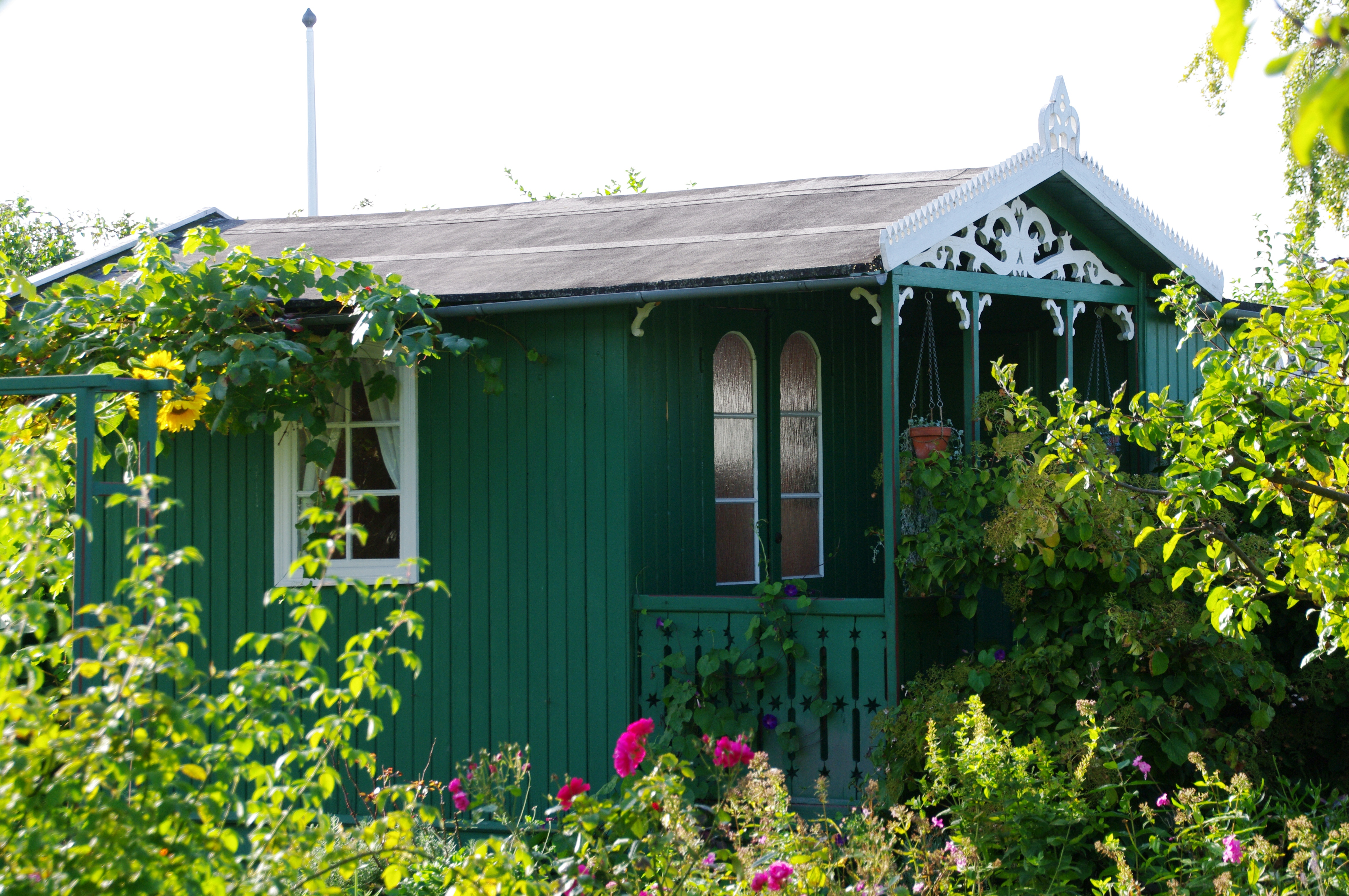
Rothoffska kolonin.
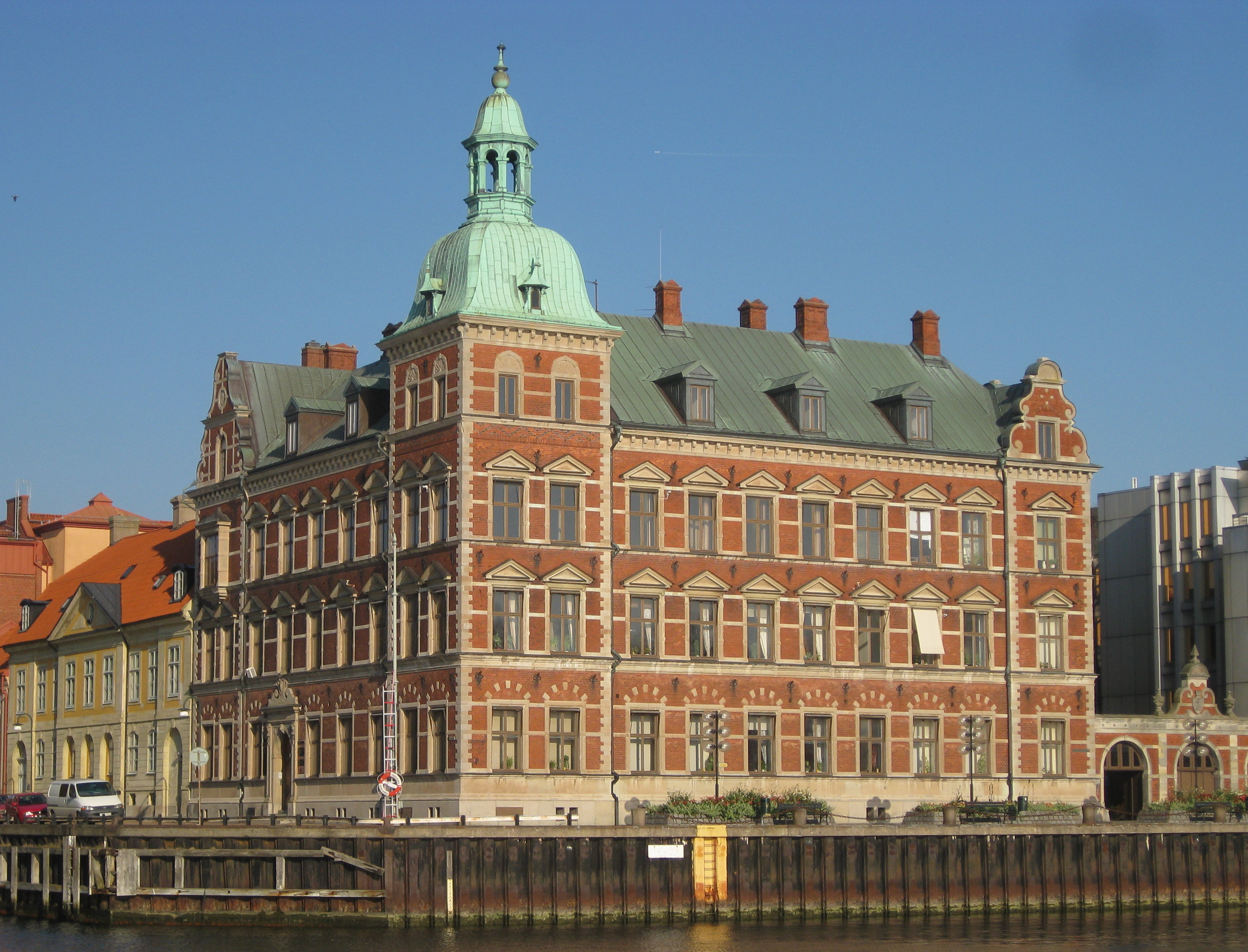
Tranchellska huset.
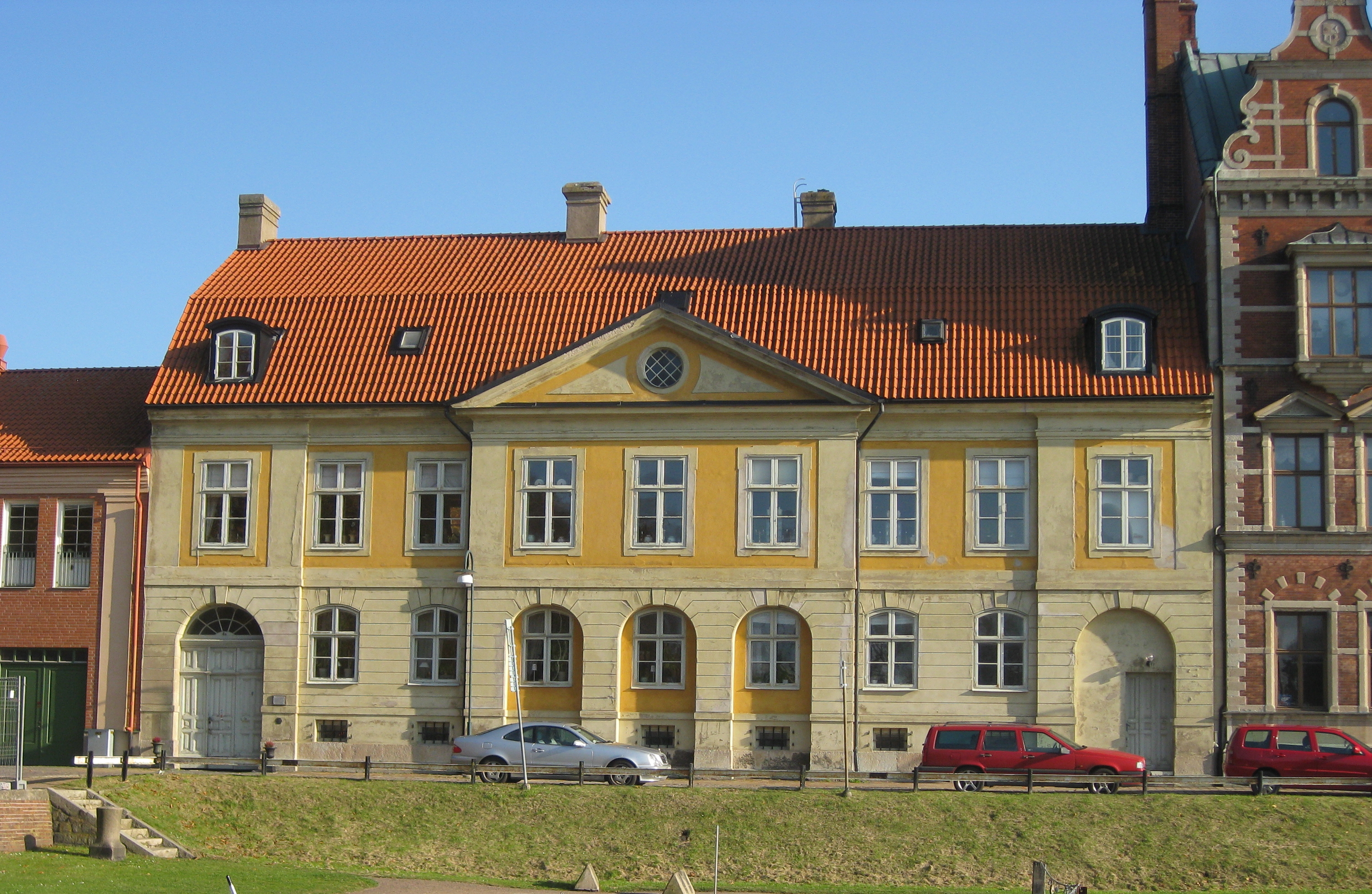
Fortifikationshuset.
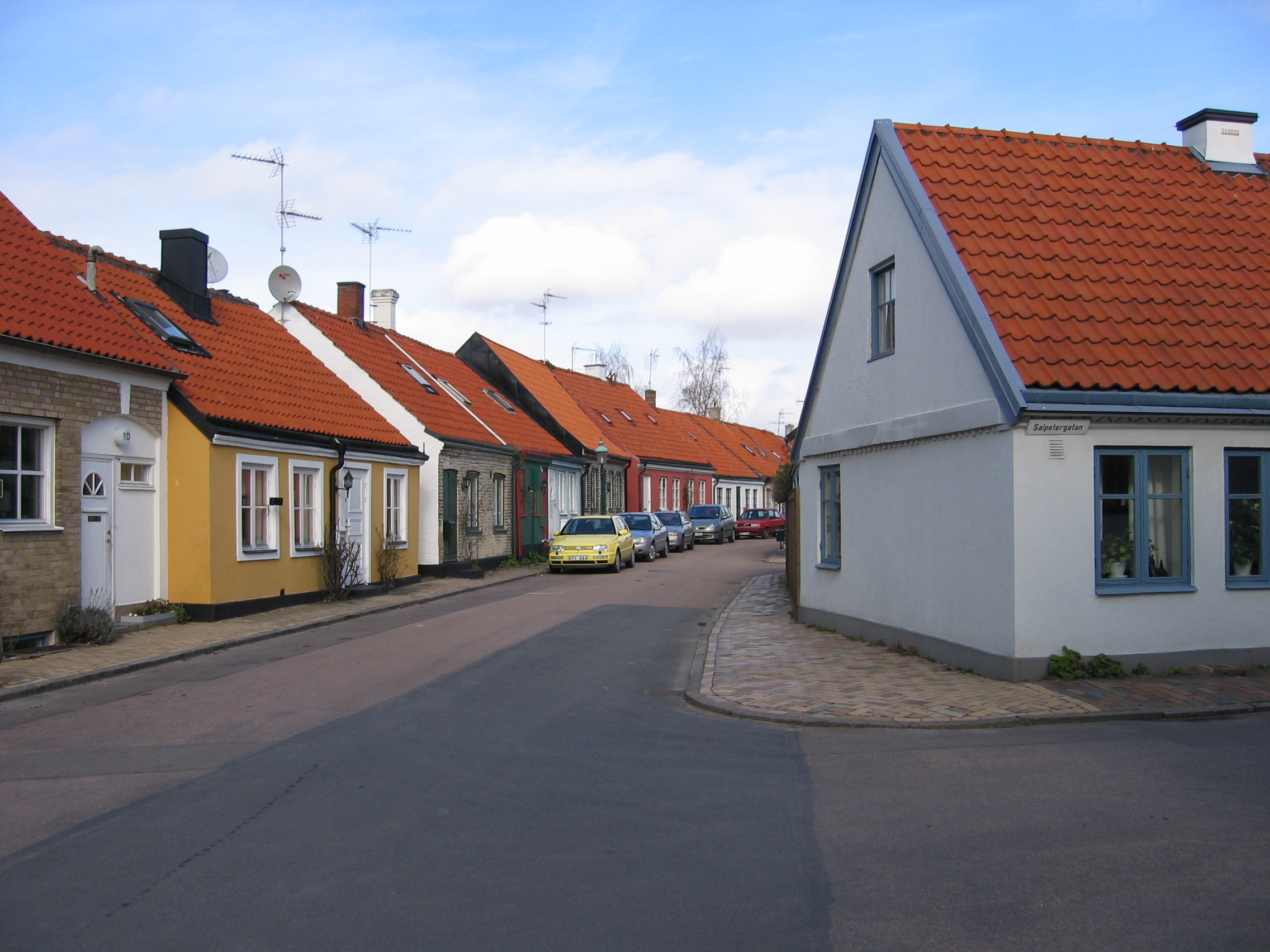
Småhus från 1800-talet nära Kvarntorget.
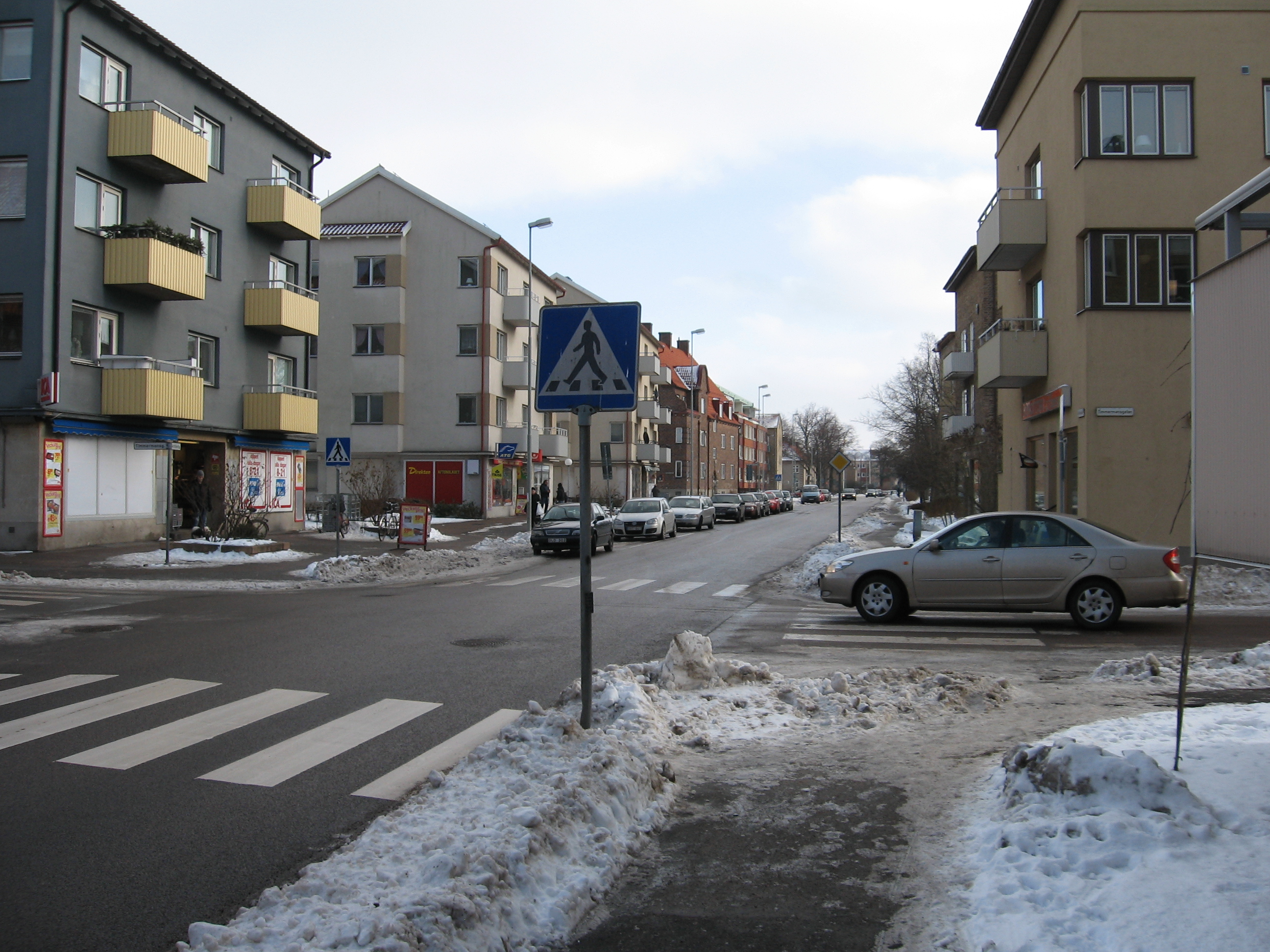
Artillerigatan.